# 康津郡

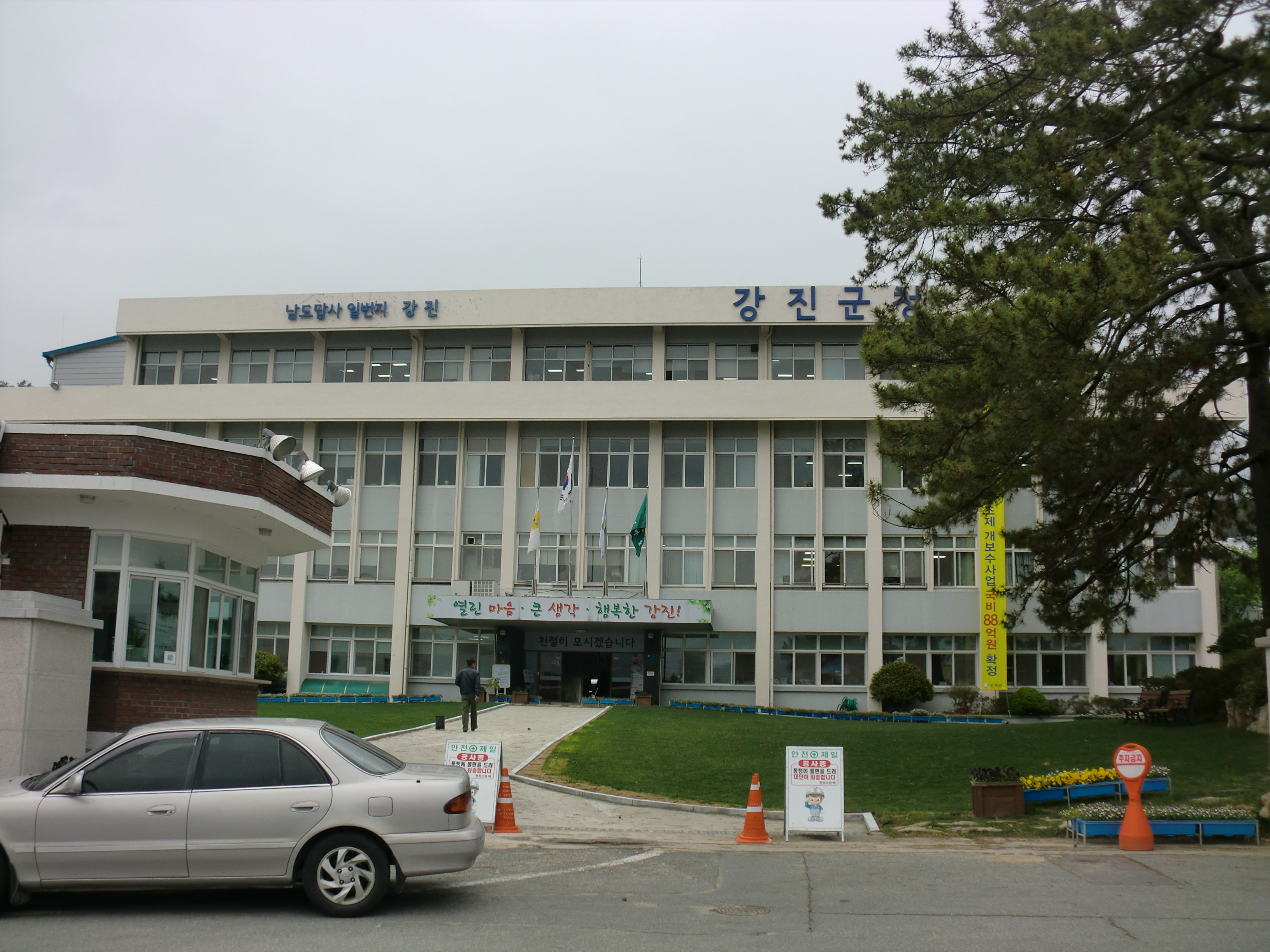
康津郡庁

康津郡（カンジンぐん）は、大韓民国全羅南道にある郡。

## 歴史
百済時代に、道武郡（トム郡）の道康（トカン）と、冬音県（トンウム県）の耽津（タムジン）が合わさって成立した。郡名は道康の「康」と耽津の「津」に由来する。
- 1417年 - 道康県と耽津県が統合して康津県となった。道康の治所（現在の兵営面）に全羅道兵馬節制使営を設置し、耽津の治所（現在の康津邑）に康津県の治所を設置した。
- 1895年閏5月1日 - 羅州府康津郡に改編。[2]翌年には、康津郡が管轄していた島々は、新設の莞島郡に編入された。（17面）
  - 郡内面・古邑面・古郡面・草谷面・唵川面・知田面・大口面・七良面・波大面・宝岩面・安住面・白道面・虎羅面・錦川面・大谷面・列樹面・梨旨面
- 1896年8月4日 - 全羅南道康津郡に改編。[3]
- 1914年4月1日 - 郡面併合により、白道面（現・薪田面と海南郡北日面の一部）月城里・香里・万樹里・佐日里・金塘里・内峰里・束里・中山里・方策里・南村里の10里が海南郡北平面に編入と同時に莞島郡の管轄だった駕牛島が康津郡道岩面に編入。[4]郡内面・知田面が康津面に、虎羅面・錦川面・大谷面が郡東面に、白道面・宝岩面・波大面が道岩面に、古邑面・安住面が城田面に、列樹面・梨旨面・草谷面が鵲川面にそれぞれ統合。康津郡に以下の面が成立。（9面）
  - 古郡面・康津面・道岩面・大口面・郡東面・七良面・城田面・鵲川面・唵川面
- 1931年4月1日 - 古郡面が兵営面に改称。[5]（9面）
- 1937年7月1日 - 康津面が康津邑に昇格。[6]（1邑8面）
- 1973年7月1日（1邑8面）
  - 道岩面南部の7里に薪田出張所を設置。
  - 道岩面永波里が康津邑に編入。
- 1974年10月26日 - 道岩里薪田出張所が郡の出張所に昇格。
- 1980年1月1日 - 康津邑松田里の2村が3村（松田村・長田村・花田村）に分離。
- 1982年5月10日 - 大口面南部の5里に馬良出張所を設置。
- 1983年2月15日 - 道岩面薪田出張所を薪田面に昇格。（1邑9面）
- 1989年4月1日 - 大口面馬良出張所を馬良面に昇格。（1邑10面）
- 1990年8月1日 - 海南郡玉泉面鳳凰里が道岩面に編入。（1邑10面）

## 行政

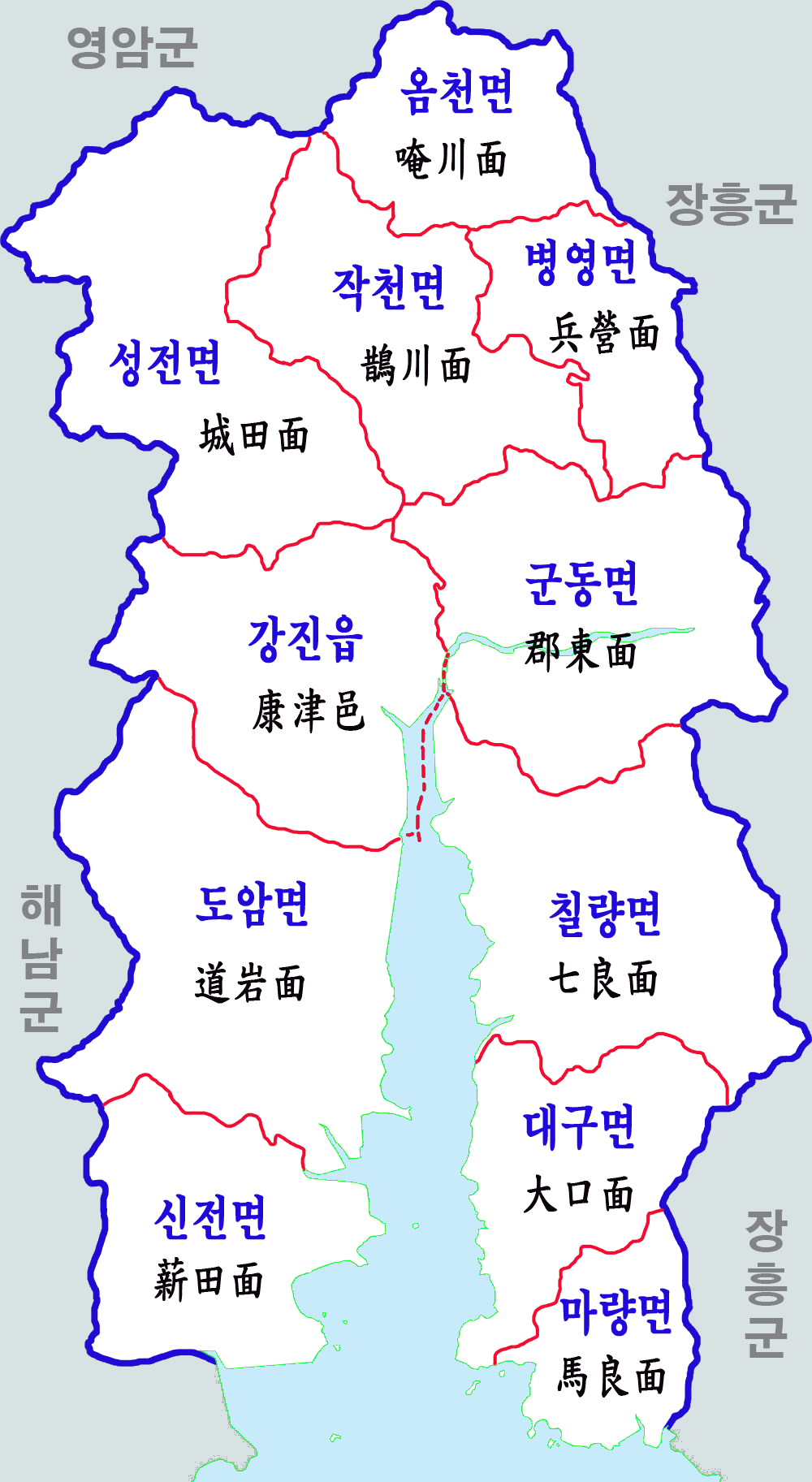
行政区域図

### 行政区域
| 邑・面 | 法定里 |
| ------ | --- |
| 康津邑 | 東城里、南城里、西城里、校村里、牧里、平洞里、南浦里、鶴鳴里、林川里、永波里、徳南里、松田里、松徳里、春田里、瑞山里 |
| 兵営面 | 上楽里、枳路里、城東里、城南里、朴東里、三仁里、翰学里、上古里、中古里、下古里、道龍里、朔羊里                       |
| 道岩面 | 徳西里、桂羅里、支石里、江亭里、徳年里、万徳里、鶴掌里、龍興里、新基里、項村里、石問里、鳳凰里                       |
| 薪田面 | 水良里、龍月里、筏亭里、松川里、沙草里、龍花里、永貫里                                                               |
| 大口面 | 沙堂里、龍雲里、桂栗里、九修里、猪頭里、水洞里                                                                       |
| 馬良面 | 永東里、上興里、垣浦里、馬良里、秀仁里                                                                               |
| 郡東面 | 琶山里、虎渓里、羅川里、錦江里、華山里、龍沼里、豊洞里、獐山里、徳川里、石橋里、双徳里、金沙里、三新里               |
| 七良面 | 丹月里、冬栢里、明珠里、鳳凰里、三興里、松路里、松汀里、永東里、永福里、長渓里、峴坪里、興鶴里                       |
| 城田面 | 月南里、月下里、永豊里、松月里、月坪里、城田里、桃林里、金塘里、松鶴里、明山里、秀陽里                               |
| 鵲川面 | 坪里、内基里、三烈里、龍祥里、君子里、葛洞里、峴山里、坪基里、三堂里、冶興里、二南里、土馬里                         |
| 唵川面 | 鳳林里、黄幕里、月谷里、永山里、己佐里、蓋山里、井丁里                                                               |

### 警察
- 康津警察署

### 消防
- 康津消防署（郡東面にある）

## 出身者
- 衛藤征士郎（政治家・自民党所属）